# Маркиз де Кульера
Маркиз де Кульера — испанский дворянский титул. Он был создан 26 марта 1708 года королем Испании Филиппом V для Кристобаля де Москосо Монтемайора и Кордовы, 1-го графа де лас Торрес (1660—1749), капитана королевской армии и вице-короля Наварры, который в 1728 году получил титул герцога де Альхете и гранда Испании. Старшие сыновья и наследники герцога де Альхете при жизни своих родителей носили титул маркиза де Кульера.
Название маркизата происходит от названия муниципалитета Кульера, провинция Валенсия, автономное сообщество Валенсия. Нынешним владельцем титула является Хуан Мигель Осорио и Бертран де Лис, 19-й герцог де Альбуркерке и 9-й маркиз де Кульера.

## Маркизы де Кульера
1. Кристобаль де Москосо Монтемайор и Кордова (1660—1749)
2. Алонсо де Зайес и Москосо (1720—1798), внук предыдущего
3. Кристобаль де Зайес и Мануэль де Ландо (1749—1768), сын предыдущего
4. Мария де лас Мерседес де Зайес (1767—1848), дочь предыдущего, маркиза де Альканьисес, 3-я герцогиня де Альхете
5. Николас Осорио-и-Сайяс (1793—1866), сын предыдущей
6. Хосе Осорио и Сильва (1825—1909), старший сын предыдущего
7. Мигель Осорио и Мартос (1886—1942), внучатый племянник предыдущего
8. Бельтран Альфонсо Осорио и Диес де Ривера (1918—1994), единственный сын предыдущего
9. Хуан Мигель Осорио и Бертран де Лис (род. 1958), единственный сын предыдущего.

## Генеалогическое древо
|                                                                                                   |                                                                                                   |                                                                                                   |                                                                                                   |                                                                                                   |                                                                                                   |  |  | Кристобаль де Москосо Монтемайор, 1-й герцог де Альхете, 1-й маркиз де Кульера (1660-1749)                         | | | | | |  |  | | | | | | |  |  |  |  |  |  |  |  |  |  |
|                                                                                                   |                                                                                                   |                                                                                                   |                                                                                                   |                                                                                                   |                                                                                                   |  |  | | | | | | |  |  | | | | | | |  |  |  |  |  |  |  |  |  |  |
|                                                                                                   |                                                                                                   |                                                                                                   |                                                                                                   |                                                                                                   |                                                                                                   |  |  | Мария де Москосо и Галиндо                                                                                         | | | | | |  |  | | | | | | |  |  |  |  |  |  |  |  |  |  |
|                                                                                                   |                                                                                                   |                                                                                                   |                                                                                                   |                                                                                                   |                                                                                                   |  |  | | | | | | |  |  | | | | | | |  |  |  |  |  |  |  |  |  |  |
|                                                                                                   |                                                                                                   |                                                                                                   |                                                                                                   |                                                                                                   |                                                                                                   |  |  | Алонсо де Зайес и Москосо, 2-й герцог де Альхете, 2-й маркиз де Кульера (1720–1798)                                | | | | | |  |  | | | | | | |  |  |  |  |  |  |  |  |  |  |
|                                                                                                   |                                                                                                   |                                                                                                   |                                                                                                   |                                                                                                   |                                                                                                   |  |  | | | | | | |  |  | | | | | | |  |  |  |  |  |  |  |  |  |  |
|                                                                                                   |                                                                                                   |                                                                                                   |                                                                                                   |                                                                                                   |                                                                                                   |  |  | Кристобаль де Зайес, 3-й маркиз де Кульера (1749–1768)                                                             | | | | | |  |  | | | | | | |  |  |  |  |  |  |  |  |  |  |
|                                                                                                   |                                                                                                   |                                                                                                   |                                                                                                   |                                                                                                   |                                                                                                   |  |  | | | | | | |  |  | | | | | | |  |  |  |  |  |  |  |  |  |  |
|                                                                                                   |                                                                                                   |                                                                                                   |                                                                                                   |                                                                                                   |                                                                                                   |  |  | Мария де лас Мерседес де Зайес, маркиз де Альканьиес, 3-я герцогиня де Альхете, 4-я маркиза де Кульера (1767–1848) | | | | | |  |  | | | | | | |  |  |  |  |  |  |  |  |  |  |
|                                                                                                   |                                                                                                   |                                                                                                   |                                                                                                   |                                                                                                   |                                                                                                   |  |  | | | | | | |  |  | | | | | | |  |  |  |  |  |  |  |  |  |  |
|                                                                                                   |                                                                                                   |                                                                                                   |                                                                                                   |                                                                                                   |                                                                                                   |  |  | Николас Осорио, 15-й маркиз де Альканьисес, 4-й герцог де Альхете, 5-й маркиз де Кульера (1799–1866)               | | | | | |  |  | | | | | | |  |  |  |  |  |  |  |  |  |  |
|                                                                                                   |                                                                                                   |                                                                                                   |                                                                                                   |                                                                                                   |                                                                                                   |  |  | | | | | | |  |  | | | | | | |  |  |  |  |  |  |  |  |  |  |
|                                                                                                   |                                                                                                   |                                                                                                   |                                                                                                   |                                                                                                   |                                                                                                   |  |  | | | | | | |  |  | | | | | | |  |  |  |  |  |  |  |  |  |  |
| Хосе Осорио, 17-й маркиз де Альканьисес, 5-й герцог де Альхете, 6-й маркиз де Кульера (1825–1909) | Хосе Осорио, 17-й маркиз де Альканьисес, 5-й герцог де Альхете, 6-й маркиз де Кульера (1825–1909) | Хосе Осорио, 17-й маркиз де Альканьисес, 5-й герцог де Альхете, 6-й маркиз де Кульера (1825–1909) | Хосе Осорио, 17-й маркиз де Альканьисес, 5-й герцог де Альхете, 6-й маркиз де Кульера (1825–1909) | Хосе Осорио, 17-й маркиз де Альканьисес, 5-й герцог де Альхете, 6-й маркиз де Кульера (1825–1909) | Хосе Осорио, 17-й маркиз де Альканьисес, 5-й герцог де Альхете, 6-й маркиз де Кульера (1825–1909) |  |  | Хоакин Осорио, маркиз де лос Ареналес (1826–1857)                                                                  | Хоакин Осорио, маркиз де лос Ареналес (1826–1857)                                                        | Хоакин Осорио, маркиз де лос Ареналес (1826–1857)                                                        | Хоакин Осорио, маркиз де лос Ареналес (1826–1857)                                                        | Хоакин Осорио, маркиз де лос Ареналес (1826–1857)                                                        | Хоакин Осорио, маркиз де лос Ареналес (1826–1857)                                                        |  |  | | | | | | |  |  |  |  |  |  |  |  |  |  |
| Хосе Осорио, 17-й маркиз де Альканьисес, 5-й герцог де Альхете, 6-й маркиз де Кульера (1825–1909) | Хосе Осорио, 17-й маркиз де Альканьисес, 5-й герцог де Альхете, 6-й маркиз де Кульера (1825–1909) | Хосе Осорио, 17-й маркиз де Альканьисес, 5-й герцог де Альхете, 6-й маркиз де Кульера (1825–1909) | Хосе Осорио, 17-й маркиз де Альканьисес, 5-й герцог де Альхете, 6-й маркиз де Кульера (1825–1909) | Хосе Осорио, 17-й маркиз де Альканьисес, 5-й герцог де Альхете, 6-й маркиз де Кульера (1825–1909) | Хосе Осорио, 17-й маркиз де Альканьисес, 5-й герцог де Альхете, 6-й маркиз де Кульера (1825–1909) |  |  | Хоакин Осорио, маркиз де лос Ареналес (1826–1857)                                                                  | Хоакин Осорио, маркиз де лос Ареналес (1826–1857)                                                        | Хоакин Осорио, маркиз де лос Ареналес (1826–1857)                                                        | Хоакин Осорио, маркиз де лос Ареналес (1826–1857)                                                        | Хоакин Осорио, маркиз де лос Ареналес (1826–1857)                                                        | Хоакин Осорио, маркиз де лос Ареналес (1826–1857)                                                        |  |  | | | | | | |  |  |  |  |  |  |  |  |  |  |
|                                                                                                   |                                                                                                   |                                                                                                   |                                                                                                   |                                                                                                   |                                                                                                   |  |  | | | | | | |  |  | | | | | | |  |  |  |  |  |  |  |  |  |  |
|                                                                                                   |                                                                                                   |                                                                                                   |                                                                                                   |                                                                                                   |                                                                                                   |  |  | Мигель Осорио, 17-й герцог де Альбуркерке, 7-й маркиз де Кульера (1886–1942)                                       | Мигель Осорио, 17-й герцог де Альбуркерке, 7-й маркиз де Кульера (1886–1942)                             | Мигель Осорио, 17-й герцог де Альбуркерке, 7-й маркиз де Кульера (1886–1942)                             | Мигель Осорио, 17-й герцог де Альбуркерке, 7-й маркиз де Кульера (1886–1942)                             | Мигель Осорио, 17-й герцог де Альбуркерке, 7-й маркиз де Кульера (1886–1942)                             | Мигель Осорио, 17-й герцог де Альбуркерке, 7-й маркиз де Кульера (1886–1942)                             |  |  | Мария Кристина Осорио, 6-я герцогиня де Альхете (1897–1975)                                                              | Мария Кристина Осорио, 6-я герцогиня де Альхете (1897–1975)                                                              | Мария Кристина Осорио, 6-я герцогиня де Альхете (1897–1975)                                                              | Мария Кристина Осорио, 6-я герцогиня де Альхете (1897–1975)                                                              | Мария Кристина Осорио, 6-я герцогиня де Альхете (1897–1975)                                                              | Мария Кристина Осорио, 6-я герцогиня де Альхете (1897–1975)                                                              |  |  |  |  |  |  |  |  |  |  |
|                                                                                                   |                                                                                                   |                                                                                                   |                                                                                                   |                                                                                                   |                                                                                                   |  |  | Мигель Осорио, 17-й герцог де Альбуркерке, 7-й маркиз де Кульера (1886–1942)                                       | Мигель Осорио, 17-й герцог де Альбуркерке, 7-й маркиз де Кульера (1886–1942)                             | Мигель Осорио, 17-й герцог де Альбуркерке, 7-й маркиз де Кульера (1886–1942)                             | Мигель Осорио, 17-й герцог де Альбуркерке, 7-й маркиз де Кульера (1886–1942)                             | Мигель Осорио, 17-й герцог де Альбуркерке, 7-й маркиз де Кульера (1886–1942)                             | Мигель Осорио, 17-й герцог де Альбуркерке, 7-й маркиз де Кульера (1886–1942)                             |  |  | Мария Кристина Осорио, 6-я герцогиня де Альхете (1897–1975)                                                              | Мария Кристина Осорио, 6-я герцогиня де Альхете (1897–1975)                                                              | Мария Кристина Осорио, 6-я герцогиня де Альхете (1897–1975)                                                              | Мария Кристина Осорио, 6-я герцогиня де Альхете (1897–1975)                                                              | Мария Кристина Осорио, 6-я герцогиня де Альхете (1897–1975)                                                              | Мария Кристина Осорио, 6-я герцогиня де Альхете (1897–1975)                                                              |  |  |  |  |  |  |  |  |  |  |
|                                                                                                   |                                                                                                   |                                                                                                   |                                                                                                   |                                                                                                   |                                                                                                   |  |  | Бельтран Осорио, 18-й герцог де Альбуркерке, 8-й герцог де Альхете, 8-й маркиз де Кульера (1918–1994)              | Бельтран Осорио, 18-й герцог де Альбуркерке, 8-й герцог де Альхете, 8-й маркиз де Кульера (1918–1994)    | Бельтран Осорио, 18-й герцог де Альбуркерке, 8-й герцог де Альхете, 8-й маркиз де Кульера (1918–1994)    | Бельтран Осорио, 18-й герцог де Альбуркерке, 8-й герцог де Альхете, 8-й маркиз де Кульера (1918–1994)    | Бельтран Осорио, 18-й герцог де Альбуркерке, 8-й герцог де Альхете, 8-й маркиз де Кульера (1918–1994)    | Бельтран Осорио, 18-й герцог де Альбуркерке, 8-й герцог де Альхете, 8-й маркиз де Кульера (1918–1994)    |  |  | Хосе Фернандес де Вильявисенсио, 7-й герцог де Альхете, 16-й маркиз Валье-де-Серрато (род. 1919)                         | Хосе Фернандес де Вильявисенсио, 7-й герцог де Альхете, 16-й маркиз Валье-де-Серрато (род. 1919)                         | Хосе Фернандес де Вильявисенсио, 7-й герцог де Альхете, 16-й маркиз Валье-де-Серрато (род. 1919)                         | Хосе Фернандес де Вильявисенсио, 7-й герцог де Альхете, 16-й маркиз Валье-де-Серрато (род. 1919)                         | Хосе Фернандес де Вильявисенсио, 7-й герцог де Альхете, 16-й маркиз Валье-де-Серрато (род. 1919)                         | Хосе Фернандес де Вильявисенсио, 7-й герцог де Альхете, 16-й маркиз Валье-де-Серрато (род. 1919)                         |  |  |  |  |  |  |  |  |  |  |
|                                                                                                   |                                                                                                   |                                                                                                   |                                                                                                   |                                                                                                   |                                                                                                   |  |  | Бельтран Осорио, 18-й герцог де Альбуркерке, 8-й герцог де Альхете, 8-й маркиз де Кульера (1918–1994)              | Бельтран Осорио, 18-й герцог де Альбуркерке, 8-й герцог де Альхете, 8-й маркиз де Кульера (1918–1994)    | Бельтран Осорио, 18-й герцог де Альбуркерке, 8-й герцог де Альхете, 8-й маркиз де Кульера (1918–1994)    | Бельтран Осорио, 18-й герцог де Альбуркерке, 8-й герцог де Альхете, 8-й маркиз де Кульера (1918–1994)    | Бельтран Осорио, 18-й герцог де Альбуркерке, 8-й герцог де Альхете, 8-й маркиз де Кульера (1918–1994)    | Бельтран Осорио, 18-й герцог де Альбуркерке, 8-й герцог де Альхете, 8-й маркиз де Кульера (1918–1994)    |  |  | Хосе Фернандес де Вильявисенсио, 7-й герцог де Альхете, 16-й маркиз Валье-де-Серрато (род. 1919)                         | Хосе Фернандес де Вильявисенсио, 7-й герцог де Альхете, 16-й маркиз Валье-де-Серрато (род. 1919)                         | Хосе Фернандес де Вильявисенсио, 7-й герцог де Альхете, 16-й маркиз Валье-де-Серрато (род. 1919)                         | Хосе Фернандес де Вильявисенсио, 7-й герцог де Альхете, 16-й маркиз Валье-де-Серрато (род. 1919)                         | Хосе Фернандес де Вильявисенсио, 7-й герцог де Альхете, 16-й маркиз Валье-де-Серрато (род. 1919)                         | Хосе Фернандес де Вильявисенсио, 7-й герцог де Альхете, 16-й маркиз Валье-де-Серрато (род. 1919)                         |  |  |  |  |  |  |  |  |  |  |
|                                                                                                   |                                                                                                   |                                                                                                   |                                                                                                   |                                                                                                   |                                                                                                   |  |  | Хуан Мигель Осорио, 19-й герцог де Альбуркерке, 9-й герцог де Альхете, 9-й маркиз де Кульера (род. 1958)           | Хуан Мигель Осорио, 19-й герцог де Альбуркерке, 9-й герцог де Альхете, 9-й маркиз де Кульера (род. 1958) | Хуан Мигель Осорио, 19-й герцог де Альбуркерке, 9-й герцог де Альхете, 9-й маркиз де Кульера (род. 1958) | Хуан Мигель Осорио, 19-й герцог де Альбуркерке, 9-й герцог де Альхете, 9-й маркиз де Кульера (род. 1958) | Хуан Мигель Осорио, 19-й герцог де Альбуркерке, 9-й герцог де Альхете, 9-й маркиз де Кульера (род. 1958) | Хуан Мигель Осорио, 19-й герцог де Альбуркерке, 9-й герцог де Альхете, 9-й маркиз де Кульера (род. 1958) |  |  | Хосе Фернандес де Вильявисенсио, 6-й маркиз де Лариос (род. 1955) С правопреемством в доме маркизов де Валье-де-Серрато. | Хосе Фернандес де Вильявисенсио, 6-й маркиз де Лариос (род. 1955) С правопреемством в доме маркизов де Валье-де-Серрато. | Хосе Фернандес де Вильявисенсио, 6-й маркиз де Лариос (род. 1955) С правопреемством в доме маркизов де Валье-де-Серрато. | Хосе Фернандес де Вильявисенсио, 6-й маркиз де Лариос (род. 1955) С правопреемством в доме маркизов де Валье-де-Серрато. | Хосе Фернандес де Вильявисенсио, 6-й маркиз де Лариос (род. 1955) С правопреемством в доме маркизов де Валье-де-Серрато. | Хосе Фернандес де Вильявисенсио, 6-й маркиз де Лариос (род. 1955) С правопреемством в доме маркизов де Валье-де-Серрато. |  |  |  |  |  |  |  |  |  |  |
|                                                                                                   |                                                                                                   |                                                                                                   |                                                                                                   |                                                                                                   |                                                                                                   |  |  | Хуан Мигель Осорио, 19-й герцог де Альбуркерке, 9-й герцог де Альхете, 9-й маркиз де Кульера (род. 1958)           | Хуан Мигель Осорио, 19-й герцог де Альбуркерке, 9-й герцог де Альхете, 9-й маркиз де Кульера (род. 1958) | Хуан Мигель Осорио, 19-й герцог де Альбуркерке, 9-й герцог де Альхете, 9-й маркиз де Кульера (род. 1958) | Хуан Мигель Осорио, 19-й герцог де Альбуркерке, 9-й герцог де Альхете, 9-й маркиз де Кульера (род. 1958) | Хуан Мигель Осорио, 19-й герцог де Альбуркерке, 9-й герцог де Альхете, 9-й маркиз де Кульера (род. 1958) | Хуан Мигель Осорио, 19-й герцог де Альбуркерке, 9-й герцог де Альхете, 9-й маркиз де Кульера (род. 1958) |  |  | Хосе Фернандес де Вильявисенсио, 6-й маркиз де Лариос (род. 1955) С правопреемством в доме маркизов де Валье-де-Серрато. | Хосе Фернандес де Вильявисенсио, 6-й маркиз де Лариос (род. 1955) С правопреемством в доме маркизов де Валье-де-Серрато. | Хосе Фернандес де Вильявисенсио, 6-й маркиз де Лариос (род. 1955) С правопреемством в доме маркизов де Валье-де-Серрато. | Хосе Фернандес де Вильявисенсио, 6-й маркиз де Лариос (род. 1955) С правопреемством в доме маркизов де Валье-де-Серрато. | Хосе Фернандес де Вильявисенсио, 6-й маркиз де Лариос (род. 1955) С правопреемством в доме маркизов де Валье-де-Серрато. | Хосе Фернандес де Вильявисенсио, 6-й маркиз де Лариос (род. 1955) С правопреемством в доме маркизов де Валье-де-Серрато. |  |  |  |  |  |  |  |  |  |  |
|                                                                                                   |                                                                                                   |                                                                                                   |                                                                                                   |                                                                                                   |                                                                                                   |  |  | Беатрис Осорио и Летельер (род. 1988)                                                                              | | | | | |  |  | | | | | | |  |  |  |  |  |  |  |  |  |  |